# Абас Мирза
Абас Мирза (перс. عباس میرز; Нава, 20. август 1789 — Мешхед, 25. октобар 1833) био је персијски престолонаследник и војсковођа.
На челу је персијске војске у низу операција у Руско-персијским ратовима. Да би одбранио тврђаву Еривањ, кренуо је 1804. године у сусрет руским снагама, али је његова војска разбијена. Персијска војска под Абасом поново је претрпела пораз од руске, октобра 1812. године на реци Арасу. У интервалу руско-персијских ратова борио се против Турака и извојевао победу код Ерзурума 1821. године. Персијске снаге под Арасом (око 60.000 људи) упале су јула 1826. године у Карабахску област и опселе Шушу. У 1827. години водио је операције против руске војске око Еривања и Нахичевања.
Иако није имао успеха у рату са Русијом, испољио је особине вештог војсковође. Око 1830. године почео је да реорганизује војску по европском узору.